# بلاغات النساء (كتاب)
بلاغات النساء كتاب يشكل المجلد الحادي عشر من كتاب المنظوم والمنثور المجزَّأ الآن لابن أبي طاهر طيفور (ت 280/893). يُشار إليه باعتباره أحد المجموعات الرئيسة الباقية من أدب المرأة باللغة العربية في العصور الوسطى، وقد وُصف بأنه أول كتاب باقٍ ومخصص بالكامل للمرأة في الأدب العربي.

## المحتويات
ومن بين النصوص الأخرى العديدة، يحتوي كتاب بلاغات النساء على خطبة فدك المنسوبة إلى فاطمة بنت محمد، وخطبة منسوبة إلى زينب بنت علي، وقصص هند بنت الخس.

## الأبحاث
بعد فترة طويلة من الإهمال، :كانت المجموعة موضوعًا للعديد من الدراسات باللغة العربية في السنوات الأخيرة.

اهتم الباحثون الغربيون بالكتاب لاعتباره يُمثل مجموعة لخطاب المرأة، ولكن درجة التمثيل موضع شك، فخلال دراسة أجرتها نانسي روبرتس حول نزاعات ثلاث نساء مع رجلين في المجموعة، اعتبرَت أن الكتاب مُلفَّق ومنحول، وقالت:
وقد يذهب المرء إلى حد القول بأن التقاليد التي يهيمن عليها الذكور، إن لم تكن قد ألفت هذه الخطابات، فقد استغلتها على الأقل من أجل التعبير عن آراء لا يستطيع الرجل أن يفلت من تبنيها بشكل مباشر خشية أن يفضح انتقاده لشخصيات اُعتُبرَت مقدسة في دمشق وضواحيها مثل الخليفة معاوية أو الوالي القوي الحجاج. إذا كان الأمر كذلك، فإن الأنواع الأدبية للحكاية ( النادرة، في المقطع الذي يتحدث عن أم البنين)، والخطابة العامة ( التي ألقتها أم كلثوم)، مثالان على نوع الرواية النموذجية المعروفة باسم الوافدات على معاوية (التي تتحدث عن أروى بنت الحارث)، وهذا يصبح وسائل للتعبير عن الآراء أو المشاعر التي يتعين في الخطاب الأدبي الذكوري القياسي قمعها من أجل حماية المكانة الاجتماعية أو سمعة الشخص الذي يحملها. :55
ومن ناحية أخرى، زعمت بيرنيلا ميرن أن
على الرغم من وجود سبب للحذر شأن الكتاب شأن أي مخطوط تاريخي، إلا أنه لا ينبغي لنا أن نعتبر أن القصائد والخطب المنسوبة إلى النساء منحولة. تُلقى هذه الخطب من نساء معروفات ومشهورات يتمتعن بمكانة مهمة في العصر الأموي المبكر وقبله، وليس من الواضح لماذا لا يستطعن تمثيل أنفسهن، ومحاولة إلصاق الذكورية على الموضوع نظرة خاطئة، وهناك مؤلفات عديدة من رجال انتقدت معاوية، منهم كتاب إمامة معاوية للجاحظ. :99
وقد استخدمت ميرن هذه المختارات على نطاق واسع في دراسة خطابات المرأة العربية في العصور الوسطى المبكرة.

## الطبعات والترجمات

### الطبعات
- ابن أبي طاهر طيفور، بلاغة النساء ، تحقيق أحمد الألفي (القاهرة، ١٣٢٦/ ١٩٠٨).
- ابن أبي طاهر طيفور، بلاغة النساء ، مقدمة بقلم بركات يوسف حبود (صيدا وبيروت، 2000).

في تقدير بيرنيلا ميرن عن الطبعتين في عام 2020،
كلا الإصدارين غير مرضيين. وتعتمد طبعة عام 1908 على نسختين حديثتين في القاهرة (إحداهما نُسخت عام 1880)، ويبدو أن الطبعات اللاحقة تعتمد إما على نفس المخطوطات أو على طبعة الألفي، كما هي الحال مع طبعة حبود. وقد قارن حبود طبعة الألفي مع الطبعات الأخرى، ولكنه للأسف لم يخبرنا عن الطبعات التي استخدمها، والمخطوطة التي استخدموها. ومن الواضح أن هذا الكتاب المهم يحتاج إلى طبعة جديدة ونقدية. :p. 190 n. 1

### الترجمات
- روبرتس، نانسي ن.، " الصوت والجنس في الأدب العربي الكلاسيكي: ثلاثة مقاطع من كتاب أحمد طيفور "أمثلة على بلاغة النساء" ، العربية ، 25 (1992)، 51-72 (تترجم مرثية نثرية للحسين بن علي من قبل خالته أم كلثوم بنت محمد ؛ وأروى بنت الحارث بن عبد المطلب ، "امرأة عجوز من الهاشميين"، تواجه الخليفة معاوية بن أبي سفيان ؛ وأم بنين، زوجة الوليد الأول ، تجادل الحجاج بن يوسف ).

## طالع أيضًا
- الشاعرات العربيات في العصور الوسطى